# Maisons-Laffitte
Maisons-Laffitte é uma comuna francesa na região administrativa da Ilha de França, no departamento de Yvelines, situada a cerca de 10 km a nordeste de Saint-Germain-en-Laye e a aproximadamente 18 km a noroeste de Paris. A comuna tem 23 705 habitantes segundo o censo de 2014.

## Toponímia
O nome da localidade é atestado na forma latinizada in Mansionibus no início do século IX, Mansionis villa no século IX, Mansiones em 1136, Mesoniæ, Mesuns em 1187, Domus super Secanam e Mesons no século XIII e depois Maisons-sur-Seine.
É uma formação toponímica precoce da Idade Média (sem artigo definido), com base no galo-românico MASIONE, no sentido medieval (nos nomes de lugares) de "casa importante", até mesmo "castelo", palavra que deu origem ao francês maison (casa) e ao português mansão, atestada desde o século X no sentido de "edifício que serve de habitação, habitação, moradia".. O termo galo-romano vem do latim ma(n)sionem, acusativo de mansio "residência, local de residência, habitação, moradia, pousada"
Chamado de Maisons-sur-Seine até 1882, o determinante complementar -Laffitte substituiu -sur-Seine oficialmente após a urbanização do parque do castelo pelo banqueiro Jacques Laffitte (1767-1844).

## História
A história de Maisons-Laffitte tem início por volta do século XI. A partir desse período é possível traçar uma genealogia dos senhores do lugar. O primeiro castelão certamente foi Nivard de Septeuil. Seu filho, Geoffroy I concedeu à abadia de Saint-Wandrille passagem livre pelo porto de  Maisons por volta de 1060-1066. Por volta de 1087, ele também deu a igreja de Maisons para a Abadia de Coulombs (perto de Nogent-le-Roi), juntamente com terras, vinhedos, dízimos e uma parte do pedágio. A vila concentrou-se, então, ao redor da igreja, na sua atual localização, sendo contornada pelo cemitério, o presbitério, o antigo priorado e o castelo, então localizado a oeste dos jardins. Desde então, as casas passaram a se concentrar ao longo da via principal.
O senhorio foi consolidado por Jean VIII de Longueuil, que faleceu em 1629 e foi sucedido por seu filho, René, que posteriormente seria presidente do Parlamento de Paris e Superintendente das Finanças entre 1650 e 1651. O castelo foi construído, a seu pedido, por François Mansart, tio de Jules Hardouin-Mansart, que construiria o Palácio de Versalhes alguns anos mais tarde.

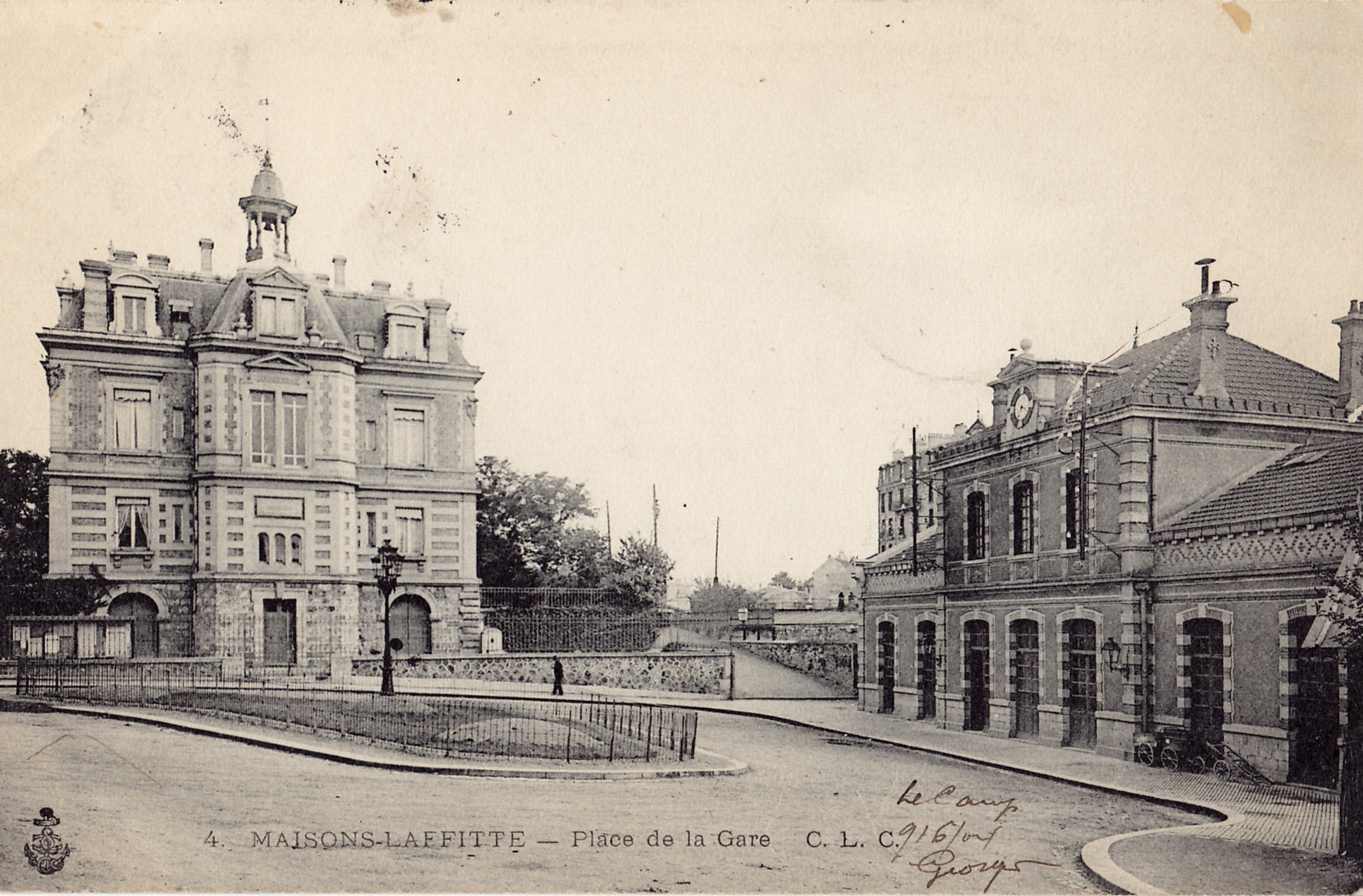
A estação de Maisons-Laffitte, por volta de 1905.

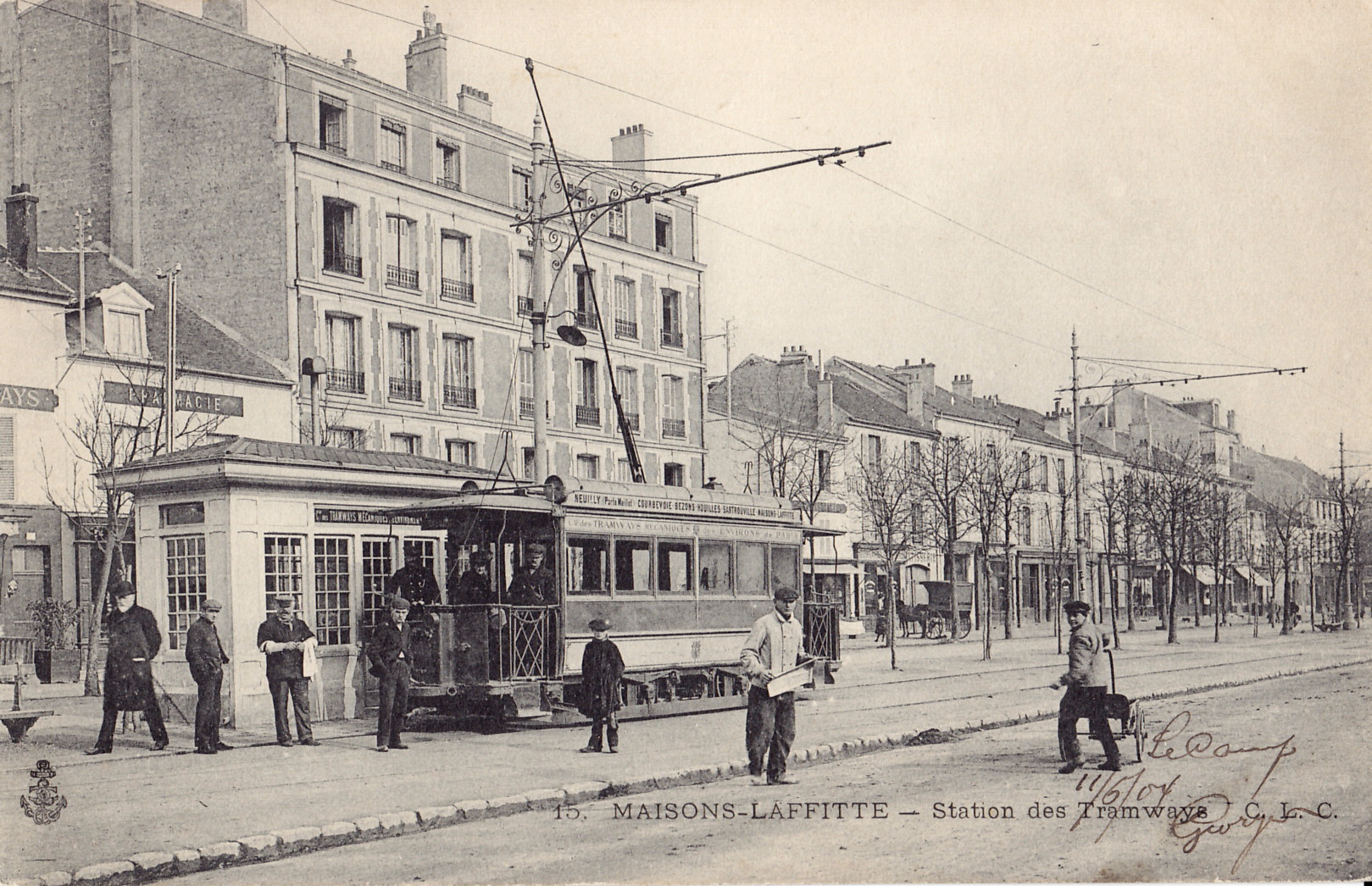
A cidade também foi servida pelos tramways dos TMEP que a ligavam a Porte Maillot.

O castelo ocuparia o lugar de construções anteriores, edificadas por duas diferentes linhagens de senhores de Maisons. Será grande, para receber o Rei durante suas caçadas na floresta de Saint-Germain. É por esta razão que sua entrada está de costas para o rio Sena e é precedida por uma larga avenida, que começa na floresta. A construção começaria por volta de 1642 terminando por volta de 1650.

## Personalidades ligadas à comuna
- O Aga Khan III (1877-1957), proprietário de cavalos e apaixonado por corridas de cavalos. Após a Segunda Guerra Mundial, ele deixou Maisons-Laffitte para se estabelecer em Chantilly.
- Pape-Philippe Amagou, (1985) jogador franco-senegalo-marfinense de basquete.
- Philippe Ariès (1914-1984), historiador.
- Grégory Baugé (1985), ciclista de pista, campeão mundial de velocidade em 2009, 2010 e 2012. Ele também participou dos Jogos Olímpicos de Verão de 2012
- Nicolas Canteloup (1963), imitador.
- Conde Robert de Clermont Tonnerre (c. 1860-1929), proprietário de cavalos, e uma grande propriedade junto ao castelo, com teatro privado e jardim botânico, que já não existe hoje.
- Jean Cocteau (1889-1963), poeta.
- Frédéric Deltour (nascido em 1982 em Maisons-Laffitte), escritor, filósofo, aventureiro, conferencista e consultor francês. Eleito Mister France em 2003.
- Harry Baur (1880-1943), ator.
- Pierre Dhers (1914-1998), professor e político.
- Charles Duval (1808-1876), arquiteto, na origem de muitos edifícios e villas de Maisons-Laffitte.
- Jerzy Giedroyc (1906-2000), fondateur et rédacteur de la revue Kultura.
- General Henri Giraud (1879-1949), colocado em prisão domiciliar em uma villa requisitada do Aga Khan (1940). Ele escapou dela, e a mesma villa tornou-se a residência parisiense do general Erwin Rommel (1891-1944), que se apropriou dela ao longo da ocupação alemã.
- Jean Gabin, locatário de uma villa na avenue Eglé na entrada do parque, algumas temporadas em 1957-58. Há cenas do filme Desordem e Noite, de Gilles Grangier.
- Idel Ianchelevici (1909-1994), escultor.
- Philippe Jaroussky (1978), contratenor. Ele nasceu lá em Maisons-Laffitte.
- Pierre Larquey (1884-1962), ator falecido e sepultado em Maisons-Laffitte.
- Claudine Loquen (1965-), pintora, morou na cidade de 1994 a 2011. Em 2010, foi convidada de honra do Salon des Arts.[8]
- Roger Martin du Gard (1881-1958), escritor, Prêmio Nobel de Literatura de 1937. Ele viveu no 26 avenue Albine de 1890 a 1895, e descreveu suas estadas em Maisons em Les Thibault.
- Emma Watson (1990), atriz, morou lá até os 5 anos.
- José Todaro (1940), tenor lírico, mora no Parc de Maisons-Laffitte.[9]
- Akrame Benallal (1981), chef estrelado.
- Ghislaine Maxwell (1961), socialite britânica mulher envolvida no caso Epstein, nasceu aí.
- Jules Brasseur (1828-1890), ator e cantor francês.
- Eric Fottorino (1960), jornalista, cofundador do semanário Le 1 e das revistas America e Zadig.